# Американо-замбийские отношения
Американо-замбийские отношения — двусторонние дипломатические отношения  между США и Замбией. 

## История
В 1964 году Замбия стала независимым государством от Великобритании и установила дипломатические отношения с США. С момента обретения независимости и до 1973 года Замбия де-факто была однопартийным государством, а с 1973 года существующее положение вещей в политической жизни страны было оформлено и де-юре. В 1991 году в Замбии начались политические и экономические реформы направленные на либерализацию внутренней политики. С тех пор между Соединёнными Штатами и Замбией сложились дружеские отношения. США оказывают помощь правительству Замбии: в борьбе с бедностью, борьбе с распространением заболевания ВИЧ-инфекцией, становлении демократических институтов и содействует в достижении экономического роста и развития.
В 2015 году министр иностранных дел Замбии Гарри Калаба сделал заявление во время визита в США о том, что страна ищет пути для более тесного сотрудничества с Соединёнными Штатами Америки. По его мнению в США превосходный уровень развития инфраструктуры и он надеется на то, что эта страна окажет содействие Замбии в строительстве автомобильных дорог и прочих объектов инфраструктуры.
14 октября 2020 года правительство США обязалось реализовать пятилетнюю программу помощи и развития в Замбии на сумму 1,9 миллиарда долларов. Утверждается, что пятилетняя стратегия сосредоточена на образовании, здравоохранении, экономическом развитии и демократическом управлении.

## Торговля
Замбия имеет льготы в торговых отношениях с США в соответствии с Законом о поощрении экономического роста и возможностей африканских стран (African Growth and Opportunity Act). Экспорт США в Замбию: транспортные средства, оборудование, товары для выпечки, а также оптические и медицинские инструменты. Импорт США из Замбии: медь, кобальт, драгоценные камни (изумруды), продукты питания и хлопок. 